# Gäserz

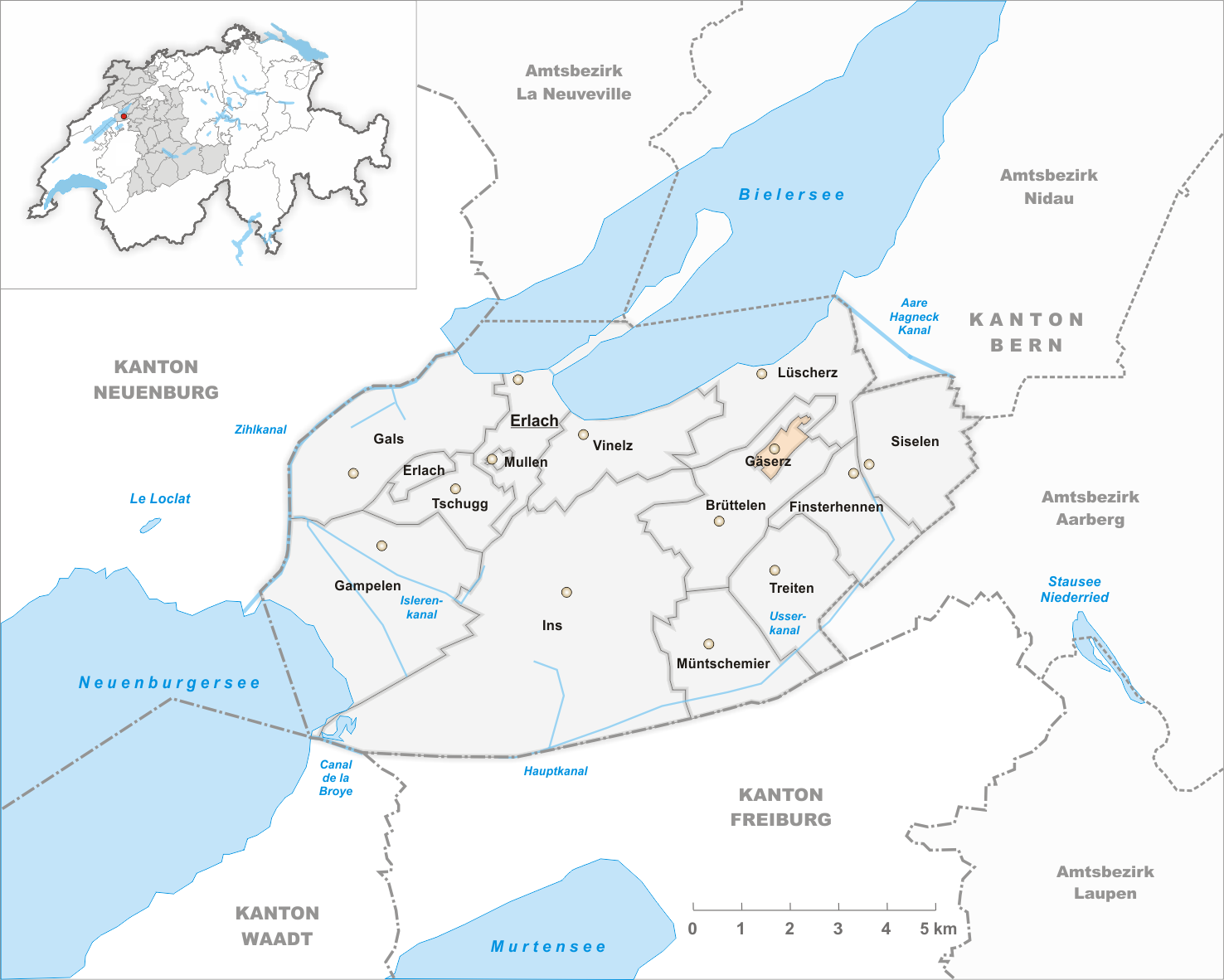
Gemeindestand vor der Fusion am 1. Januar 1917

Gäserz ist eine Ortschaft der Gemeinde Brüttelen im Verwaltungskreis Seeland des Kantons Bern in der Schweiz. Am 1. Januar 1917 wurde die ehemalige Gemeinde zur Gemeinde Brüttelen fusioniert.